# Robert Bösch
Robert Bösch (* 23. August 1954 in Schlieren) ist ein Schweizer Fotograf und Bergsteiger.
Der diplomierte Geograph und Bergführer Robert Bösch arbeitet als freischaffender Fotograf. Er schuf Bildbände und Reportagen zu Themen wie Alpinismus, Schweizer Eisenbahnstrecken, Wintersport und Mountainbiking, veröffentlichte in Zeitschriften wie Stern, Geo, National Geographic und Spiegel und zeigte seine Bilder in Galerien, Museen und Ausstellungen. Bösch arbeitete eng mit dem Bergsteiger Ueli Steck zusammen und dokumentierte viele seiner Touren und begleitete Evelyne Binsack auf ihrer Mount-Everest-Expedition 2001. In den letzten Jahren beschäftigte Robert Bösch sich intensiv mit der Landschafts- und Kunstfotografie.
Robert Bösch ist verheiratet, hat zwei erwachsene Kinder und lebt in Oberägeri.

## Werke
- Faszination Schnee. Bern 1988.
- Bergsteigen – Verlockung des Ungewissen. Würzburg 1991.
- Gleitschirmfliegen. Würzburg 1993.
- Board-Generation. Münsingen 1995.
- Bike Feeling. Bielefeld 1996.
- Lightmare. Münsingen 1999.
- Grimsel Strom. Innertkirchen 2000.
- Glacier Express. AS Verlag, Zürich 2005.
- White Turf. St. Moritz 2001.
- Gotthardbahn/Ferrovia dal San Gottardo. AS Verlag, Zürich 2007.
- Schweiz Alpin. AS Verlag, Zürich 2008.
- Bernina Express. AS Verlag, Zürich 2009.
- Mit Emil Zopfi: Die Mythen – Im Herz der Schweiz.[4] AS Verlag, Zürich 2012, ISBN 978-3-909111-96-1. (Leseprobe)
- Switzerland. AS Verlag, Zürich 2011; Texte: Emil Zopfi.
- Moments. Benteli Verlag, Sulgen 2012; Texte: Guido Magnaguagno und Robert Bösch.
- Aus den Bündner Bergen. Verlag NZZ Libro, Zürich 2016
- MOUNTAINS, Verlag National Geographic, 2018
- No Man's Land, Till Schaap Edition, 2020
- Engiadina, Texte D/E,112 Bilder, 264 Seiten, 2021